# Tournefortia
Tournefortia es un género de plantas con flores perteneciente a la familia Boraginaceae. Comprende más de 300 especies descritas y de estas, solo 106 aceptadas. Se distribuye por las regiones tropicales y subtropicales.

## Descripción
Son árboles pequeños, arbustos o trepadoras leñosas. Con hojas alternas u opuestas, enteras, pecioladas o raramente sésiles. Inflorescencias en cimas esparcidas a marcadamente ramificadas, densas a laxas, terminales o internodales; sépalos 5, generalmente uno de ellos excediendo a los demás en longitud, persistentes; corola blanca a verde o amarillo-verdosa, de forma tubular con 5 lobos patentes; estambres 5, anteras generalmente sésiles o casi sésiles, dispuestas en la parte interna del tubo de la corola; ovario ovoide a globoso, 4-locular, estilo terminal o ausente. Frutos drupáceos, frecuentemente blancos al madurarse, más tarde separados en 2 o 4 nuececillas óseas.

## Taxonomía
El género fue descrito por Carlos Linneo y publicado en Species Plantarum 1: 140. 1753. La especie tipo es: Tournefortia hirsutissima L.

## Especies seleccionadas
- Tournefortia acclinis
- Tournefortia acuminata
- Tournefortia acutiflora
- Tournefortia acutifolia